# یک ترور مقدس
یک ترور مقدس (انگلیسی: A Holy Terror) فیلمی در ژانر وسترن به کارگردانی اروینگ کامینگز است که در سال ۱۹۳۱ منتشر شد. از بازیگران آن می‌توان به جورج اوبرایان و هامفری بوگارت اشاره کرد.